# Drosophila pilatisetae
Drosophila pilatisetae este o specie de muște din genul Drosophila, familia Drosophilidae, descrisă de Hardy și Kaneshiro în anul 1968. Conform Catalogue of Life specia Drosophila pilatisetae nu are subspecii cunoscute.